# Simon Plouffe
Pour les articles homonymes, voir Plouffe.
Simon Plouffe (né le 11 juin 1956 à Saint-Jovite, Québec, Canada) est un mathématicien canado-français.

## Biographie
Simon Plouffe obtient une maîtrise en mathématiques à l'Université du Québec à Montréal au Canada. Il présente, entre autres, un mémoire intitulé "Approximations de séries génératrices et quelques conjectures" en août 1992.
Simon Plouffe est professeur à l'IUT Informatique de Nantes de 2016 à 2019.
Il est citoyen français depuis le 9 mai 2017.
Il est le neveu du pianiste canadien Pierre Brabant[réf. nécessaire].

## Travaux
En 1995, il découvre la formule de Bailey-Borwein-Plouffe (BBP) qui permet de calculer le {\displaystyle n}e bit de {\displaystyle \pi } sans avoir à calculer d'autres bits. Un an plus tard, il publie un nouvel article sur la formule, permettant de déterminer le {\displaystyle n}e chiffre en base 10 de {\displaystyle \pi }, mais le temps de calcul, bien que relativement court, n'est pas linéaire.
Il est également un coauteur de l'Encyclopédie en ligne des suites de nombres entiers.
L'« inverseur de Plouffe » est un programme informatique qui contenait plus de 200 millions de constantes mathématiques. Un répertoire était accessible et contenait plus de 3,93 milliards de constantes à une précision de 64 chiffres décimaux au 21 juillet 2009.

## Distinctions
Simon Plouffe a détenu en 1977 le record de mémorisation des décimales de π, avec 4 096 décimales. Il en avait mémorisé 4 400, mais en a récité seulement 4 096 parce que « c'est un beau nombre » (4 096 = 212).
En 2004, il a reçu le Prix Reconnaissance UQAM 2004.
Le 25 janvier 2019, Simon Plouffe obtient le record du plus grand nombre de nombres premiers générés en une séquence (100 nombres premiers en une séquence).

## Ouvrages
- La Tête pleine de chiffres, 2024  (ISBN 979-8326735881)